# Ферульник кримський
Ферульник кримський (Ferulago aucheri, syn. Ferulago taurica) — вид квіткових рослин родини окружкових (Apiaceae).

## Біоморфологічна характеристика
Це багаторічна рослина 30–100 см заввишки. Центральна парасолька на довгому квітконосі, бічні парасольки розташовані кільцями на більш коротких квітконіжках. Плоди 12–15 мм завдовжки.

## Поширення
Крим, Південний Кавказ, Туреччина.
В Україні вид зростає у сухих степах, на схилах, скелях — по всьому Криму.